# El Correo Catalán
El Correo Catalán va ser un diari fundat a Barcelona el 16 de desembre de 1876 per Manuel Milà de la Roca. Editat en castellà, servia, en els seus orígens, a la causa carlina, catòlica i tradicionalista. Exceptuant els tres anys de guerra civil, el periòdic va sortir diàriament durant 109 anys, fins a la seva desaparició el 16 de novembre de 1985. En el segle xxi un grup de periodistes va intentar reeditar el diari, però no ho van aconseguir per falta de pressupost.

## Origen
L'any 1876 va néixer El Correo Catalán, ‘Diario popular, defensor de los intereses morales y materiales del país'. Feia deu mesos que els carlins havien estat derrotats a la tercera guerra carlina (1872-1876) i havia estat aixecada la prohibició d'editar premsa carlina. El «Correu» naixia a Barcelona recollint l'herència del diari carlí La Convicción i inspirant-se en un full clandestí anomenat El Correo Carlista. La capçalera, fruit de l'amistat entre el periodista Manuel Milà de la Roca i el capellà Fèlix Sardà i Salvany, apareix per donar un espai als carlins en la premsa. Un que aprofità aquest espai amb força fou el sacerdot, músic i publicista Josep Sorribes i Ruiz del Castillo, que assolí fer-se famós amb el pseudònim de El Ermitaño.

## Trajectòria
El Correo Catalán, enfrontat als diaris republicans, va organitzar campanyes d'oposició legitimista i va ser suspès per l'autoritat en diverses ocasions. L'1 de juliol de 1877 va haver de plegar durant 30 dies. Suspès de nou l'abril de 1880, per atacs a la monarquia, va sortir fins al maig d'aquell any amb un altre nom, El Eco del Milanesado. Però cinc mesos després va patir una altra suspensió i, aquest cop, escollí el nom d'El Noticiero per sortir. En canvi, trià El Fénix de desembre de 1900 a març de 1901 arran d'una nova suspensió.

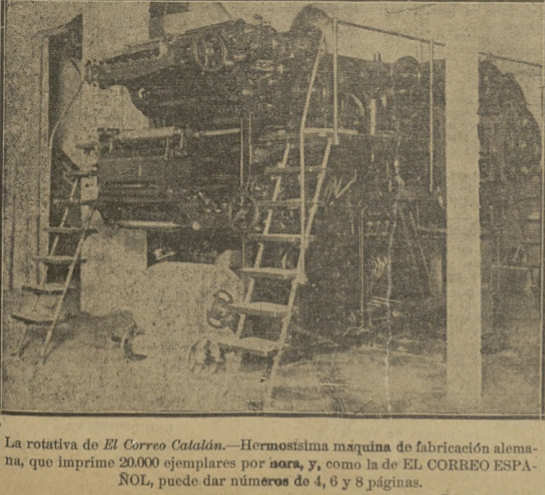
Rotativa d’El Correo Catalán l'any 1912

L'any 1903 es constituí l'empresa Fomento de la Prensa Tradicionalista per gestionar el «Correu». S'havien anat succeint en la direcció Lluís Maria Llauder, Salvador Morales i Miquel Junyent. Aquest últim va donar una orientació catalana al diari i, un cop adherit a Solidaritat Catalana, s'hi començaren a publicar textos en català. A més, es van crear seccions sobre literatura, agricultura i esports, convertint-se en el primer periòdic barceloní que inclogué una pàgina dedicada als esports. Tot i això, El Correo Catalán continuà publicant-se en castellà i mantenint un to ultraconservador. Amb l'esclat de la Primera Guerra Mundial, adoptà una postura germanòfila.
El març de 1936 els tallers i la redacció, situats al carrer dels Banys Nous, van ser assaltats i incendiats per uns desconeguts. Encara que Joan Soler i Janer va continuar en la direcció fins al juliol d'aquell mateix any, amb l'esclat de la Guerra Civil el diari va ser suprimit i la seva impremta intervinguda per editar els diaris del Partit Obrer d'Unificació Marxista i el Partit Sindicalista: Avant i La Batalla. El febrer de 1939, un cop acabat el conflicte, El Correo Catalán tornà a sortir publicat. El director era un carlí murcià, Diego Ramírez Pastor, que esdevindria president de l'única associació de la premsa tolerada pel règim. En 1945 i 1959 el director fou Claudi Colomer i Marqués.

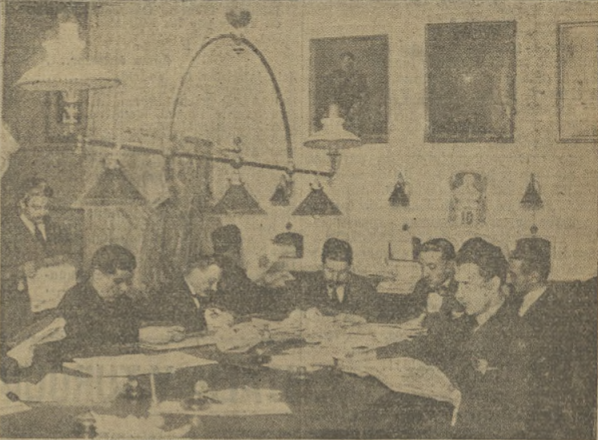
Sala de redacció del diari (1912)

Amb l'entrada del tàndem format per Andreu Roselló i Manuel Ibáñez Escofet el diari canvià ideològica i tècnicament. Entre 1959 i 1963 El Correo Catalán va girar cap al catalanisme moderat, convertint-se en un diari castellà que pensava en català. A més, «el Correu» renovà els equips de redacció, canvià la presentació i el format tipogràfic, accelerà l'agilitat periodística, i comptà amb col·laboradors com Josep Pla o Joan Fuster. El diari, que va començar a ser repartit per altres comarques catalanes, va quintuplicar la seva tirada en set anys i aconseguí ser el segon diari més important de Catalunya per darrere de La Vanguardia i per davant de El Noticiero Universal.
La marxa d'Ibáñez Escofet l'any 1968 inicià la davallada del diari. El 1974 el consell d'administració canvià: els empresaris tèxtils van deixar el periòdic en mans d'un grup dominat per Jordi Pujol i, per tant, per Convergència Democràtica de Catalunya. Del 1975 al 1978, segons l'Oficina de Justificación y Difusión, el diari reduí en quasi 30.000 el seu nombre d'exemplars. Aquest descens, l'envelliment de la maquinària, l'aparició de l'Avui, dirigit a un públic semblant, i l'ús partidista del diari van enfonsar-lo en una greu crisi econòmica l'any 1982. El Correo Catalán va desaparèixer tres anys després enmig de manifestacions en contra davant la Generalitat presidida per Jordi Pujol.

## Aspectes tècnics
El Correo Catalán passa a fer-se en rotativa l'any 1912 i realitza la portada en gravat al buit de 1963 a 1978. El seu format ha anat variant amb els anys: foli de 1876 a 1900, gran foli de 1900 a 1963 i tabloide de 1963 fins a 1985. D'altra banda, el seu nombre de pàgines ha anat in crescendo, apareixent amb 4 el 1876 i desapareixent amb 64 cent nou anys després.

## Equip directiu

### Directors
- Manuel Milà de la Roca (1876-1878)
- Lluís Maria de Llauder i de Dalmases (1878-1899)
- Salvador Morales (1899-1903)
- Miquel Junyent i Rovira (1903-1933)
- Joan Soler i Janer (1933-1935)
- Josep Cabaní i Bassols (1935-1936)
- Diego Ramírez Pastor (1939-1946)
- Claudi Colomer i Marqués (1946-1957)
- Andreu Roselló Pàmies (1957-1977)
- Llorenç Gomis Sanahuja (1977-1982)
- Jordi Daroca Giró (1982-1984)
- Josep Moya-Angeler Mediano (1984-1985)

### Subdirectors
- Prevere Pere Lisbona Alonso (1915-1936)
- Andreu Roselló (1946-1957)
- José Tarín-Iglesias i Manuel Ibáñez Escofet (1957-1967)
- Wifredo Espina i Antoni Roma (1968-1976)
- Martí Anglada Birulés, Wilfred Espina, Antoni Roma i Jesús Ruiz (1977-1982)
- Josep Ramon Correal, Wilfred Espina, Esther Fernández, Josep Maria Orta, Jesús Ruiz i Josep Sanz (1982-1985)

## Redactors

### Redactors en cap
- Sebastià J. Carner (pare del poeta), Joan Bautista Falcó i Salvador Morales (1876-1902)
- Salvador Morales, Prevere Pere Lisbona Alonso i Josep Pedreny Mateu (1903-1915)
- Josep Pedreny i Mateu (1915-1936)
- Esteve Doltra Oliveras (1939-1946)
- Josep Tarín-Iglesias (1946-1957)
- Josep Maria Sierra Vallès i Antoni Roma (1957-1967)
- Francesc González Ledesma, Josep Maria Huertas, Josep Morera Falcó i Pere Pascual Piqué (1968-1976)
- Joan Anton Benach i Josep Morera Falcó (1977-1982)
- Maria Rosa Marqueta, Ricard Pallejà, Alfons Ribera, Josep Rodríguez i Manuel Simó (1982-1985)
- Josep-Francesc Valls i Giménez (1971-1978)

### Redactors notables
- Josep Rique Estivill (primer redactor del diari)
- Francesc de P. Capella
- Josep Pedrell
- Jaume Barrera
- Albert Maluquer
- Joan Borràs de Palau
- Pere Lisbona
- Gaietà Cornet
- Joan B. Roca Caball
- Joaquim Pena
- J. Gutiérrez Gili
- Daniel Castells
- Ricard Suñé i Álvarez
- Esteve Doltra
- Eloi Robusté
- Antoni Plaja i Mateu
- Josep Francesc Valls
- José Martí Gómez
- Josep Bigordà
- Joan de Sagarra
- Jaume Fabre
- Josep Playà Montaner
- Rafael Pradas
- Amparo Moreno
- Ramon Comorera
- Josep Morera Falcó
- Vicente Loren
- Ernest Sena Calabuig
- Rosa Marqueta
- Laura Palmés
- Lola Cabrera
- Quique González
- Antoni Ribas
- Albert Garrido
- Màrius Carol
- Miguel Á. Bastenier
- Jesús Ruiz
- Toni Rodriguez Pujol
- Alfred Rexach Paris
- Pere Pascual Piqué
- Santiago Vilanova
- Constantí Utiel